# Eudòxia (esposa de Justinià II)
Eudòxia, en grec Ευδοκία, va ser una emperadriu romana d'Orient, la primera esposa de l'emperador romà d'Orient Justinià II.
Tot el que se sap d'Eudòxia és el seu nom, i que va tenir una filla, que l'any 705 tenia prou edat per ser promesa en matrimoni amb el sobirà de Bulgària Tervel, i se li van enviar regals abundants, a canvi de l'ajut de Tervel a Justinià per recuperar el seu tron, ocupat en aquell moment per Tiberi III, segons diuen Nicèfor I de Constantinoble al Κωνσταντινονπόλεως Ἱστορια σύντομος, (Breviarium Historicum) i Teòfanes el Confessor a la Cronografia.
Segurament Eudòxia havia nascut l'any 670, i devia morir abans del 695, quan Justinià va ser mutilat per Lleonci II i enviat a l'exili al Quersonès Tàuric el 695, ja que va ser enterrada a Constantinoble vora la tomba de Justinià I. L'any 703 Justinià II es va casar amb Teodora de Khazària.